# Gyrinus ventralis
Gyrinus ventralis är en skalbaggsart som beskrevs av Kirby 1837. Gyrinus ventralis ingår i släktet Gyrinus och familjen virvelbaggar. Inga underarter finns listade i Catalogue of Life.